# Prakopytne

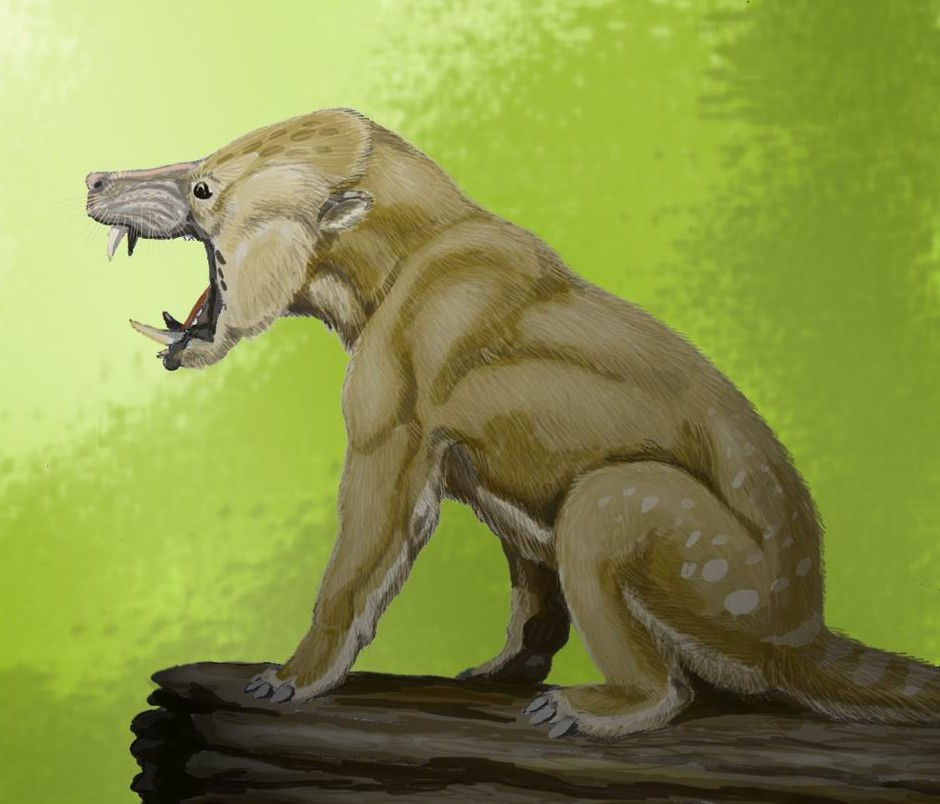
Arctocyon, stopochodny kopytny uważany za prakopytnego

Prakopytne, kondylartry (Condylarthra) – nieformalna grupa dawniej uważana za rząd kopalnych ssaków. Występowały od górnej kredy na terenie Ameryki Północnej. W tym czasie był reprezentowany przez rodzaj Protungulatum. Następnie w okresie paleocenu i eocenu zajmowały tereny Ameryki Płn. i Europy. W tym okresie występuje rodzaj Phenacodus. Nieliczne gatunki przetrwały do okresu oligocenu, paleogenu  w Azji i miocenu na terenie Ameryki Południowej.
Cechą charakterystyczną dla tej grupy były krótkie kończyny pięciopalczaste zaopatrzone w pazury lub zakończone kopytkami przystosowane do biegu. Wśród prakopytnych występowało znaczne zróżnicowanie w rozmiarze poszczególnych gatunków, najmniejsze były wielkości jeża, największe swym rozmiarem dochodziły do wymiarów niedźwiedzia. Niektóre gatunki posiadały zwiększoną powierzchnię zębów co wskazuje na żywienie się roślinami. Niektóre z nich były zaopatrzone w mocne, tępe zęby przystosowane do odżywiania się mięsem (być może padliną).
Rodziny
- Arctocyonidae
- Periptychidae
- Hyopsodontidae
- Mioclaenidae
- Phenacodontidae
- Didolodontidae
- Sparnotheriodontidae?